# IEEE 리처드 W. 해밍 메달
IEEE 리처드 W. 해밍 메달(IEEE Richard W. Hamming Medal)은 정보 과학, 정보 시스템 및 정보 기술 분야의 뛰어난 업적에 대해 매년 최대 3명에게 수여된다. 수상자에게는 금메달과 함께 동메달, 증서 및 사례금이 수여된다.
이 상은 1986년 IEEE(전기전자공학자협회)에서 제정되었으며 퀄컴이 후원한다. 컴퓨터 과학 및 통신 분야에 많은 영향을 미친 리처드 해밍의 이름을 따서 명명되었다. 그의 공헌에는 해밍 부호의 발명과 오류 정정 부호가 포함된다.

## 같이 보기
- 리처드 해밍